# (38452) 1999 TE1
1999 تي إي 1 (ويعرف أيضًا باسم (38452) 1999 تي إي 1 وفق تسمية الكوكب الصغير) (بالإنجليزية: 1999 TE1)‏ هو كويكب ضمن حزام الكويكبات؛ وترتيبه 38452 من حيث الاكتشاف.
اكتُشف هذا الجُرم الفلكي بواسطة كورادو كورليفيتش في 1 أكتوبر 1999.

## وصلات خارجية
- (38452) 1999 TE1 في قاعدة بيانات مختبر الدفع النفاث لأجرام النظام الشمسي الصغيرة

- الاكتشاف · مخطط المدار ·  العناصر المدارية · المعلمات المادية

- (38452) 1999 TE1 على موقع ويكي سكاي: DSS2, SDSS, GALEX, IRAS, Hydrogen α, X-Ray, Astrophoto, Sky Map, Articles and images